# Mănăstirea Partoș

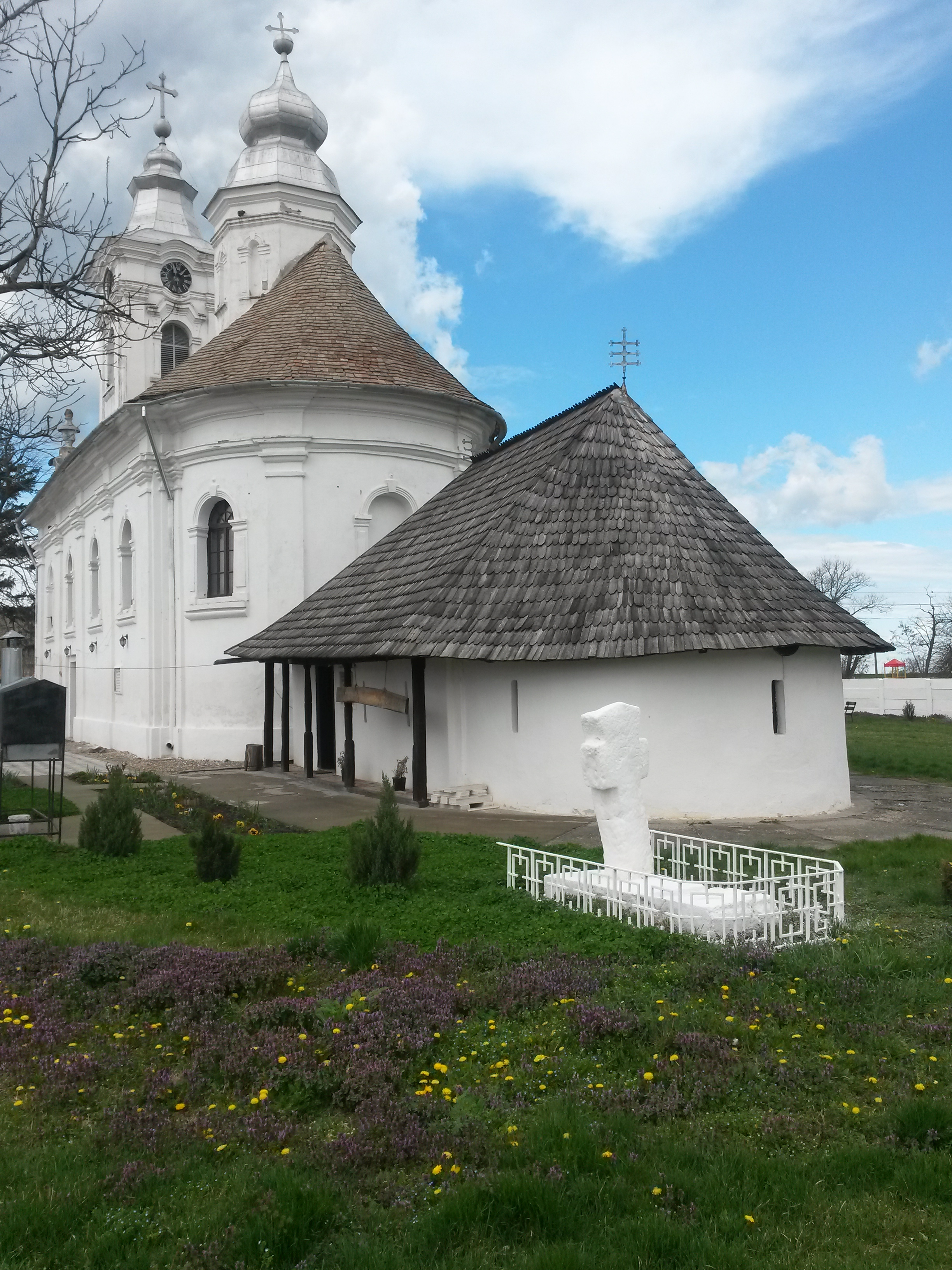
Ansamblul Mănăstirii Partoș

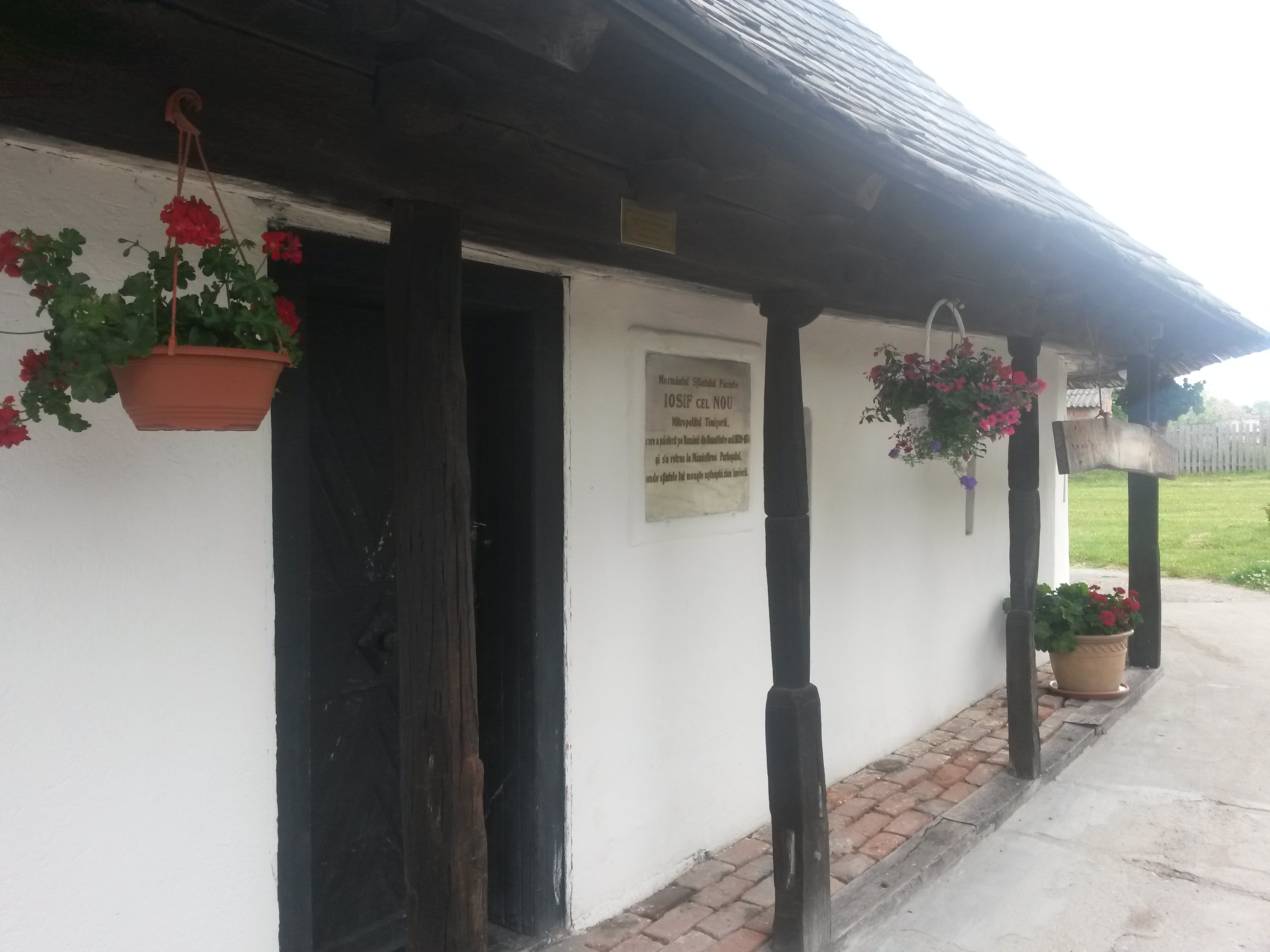
Biserica veche

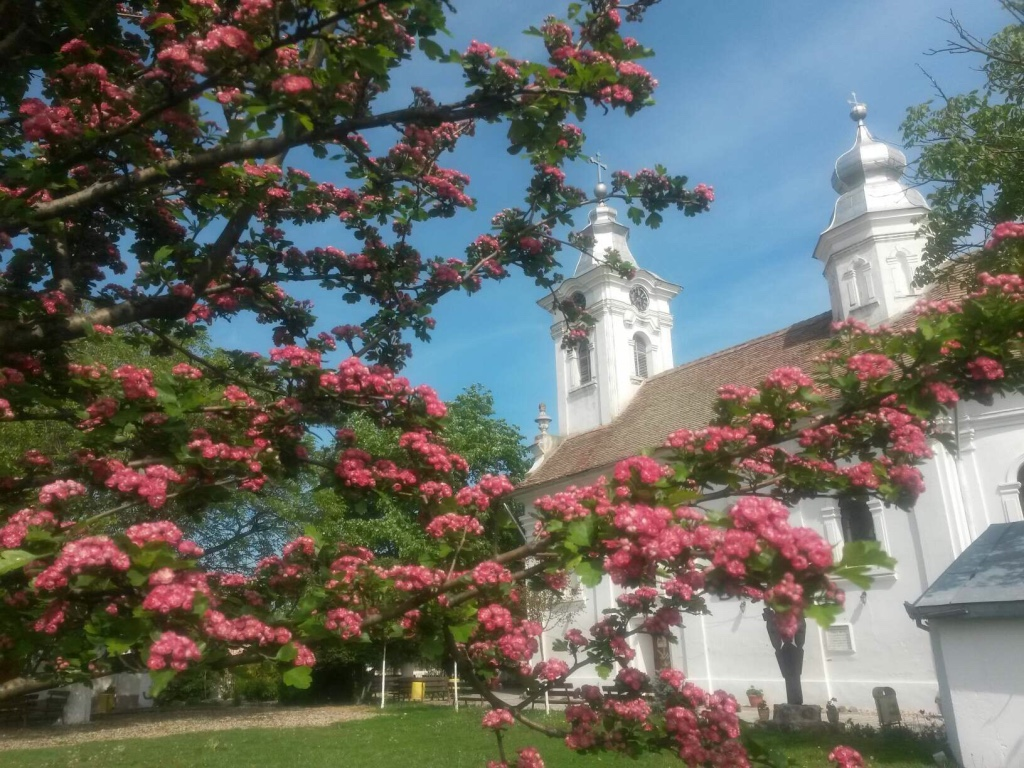
Biserica mare

Mănăstirea Partoș este o mănăstire ortodoxă din România, situată în satul Partoș, comuna Banloc, județul Timiș.

## Istoric
Cea mai veche mențiune a acestei mănăstiri datează din 1571, după cucerirea Banatului de către turci, ieromonahul Laurențiu, aflat în drum spre Transilvania, poposește aici timp mai îndelungat și face o danie.
Locul a fost sfințit și de petrecerea ultimilor trei ani de viață a sfântului Iosif cel Nou, de la Partoș, mitropolitul Timișoarei, între anii 1650-1653. Acesta, după trei ani de păstorire a credincioșilor creștini ortodocși din Timișoara și împrejurimi, se retrage la mănăstirea Partoșului simțindu-se îngreunat de povara anilor. La moartea sa,1656, trupul neînsuflețit al sfântului a fost zidit în naosul bisericii, în dreptul ușii de intrare.
Harta austriacă a Banatului din 1723 arată mănăstirea ca fiind izolată, înconjurată de păduri și mlaștini.
Multe minuni s-au săvârșit la Partoș prin intermediul moaștelor sfântului Iosif. Astfel, judele Timișoarei, Marcu Muțiu, vindecându-se aici în chip minunat de o boală necruțătoare, drept mulțumire, zidește în 1750 actuala biserică a mănăstirii, alături de cea veche, mai mare și mai trainică.
Iarna grea a anului 1777, a alungat călugării de la Partoș. Mănăstirea a revenit la viață în 1782, când protopopul Jebelului, Ioan Șuboni, ca prinos de recunoștință, lasă unui bun meșter să zugrăvească chipul sfântului, această icoană păstrându-se până astăzi.
În anul 1944, sub îngrijirea Episcopiei Timișoarei, se reia viața monahală, așezându-se aici câteva călugărițe. În timpul regimului comunist, mănăstirea a fost desființată și înlocuită cu parohia Partoș. Între 1955–1956 se efectuează săpături în interiorul bisericii vechi. Astfel, moaștele sfântului Iosif cel Nou sunt scoase din mormânt și duse la Catedrala Mitropolitană din Timișoara în vederea canonizării oficiale. Din 2008, prin grija mitropolitului Nicolae Corneanu, mănăstirea a fost reactivată, de data aceasta cu destinație pentru călugări.
În 2012, în vecinătatea incintei s-a dat în folosință Casa Reginei Elisabeta care cuprinde un muzeu și o bibliotecă.
Stareț este Preacuviosul părinte arhimandrit Simeon Stana, exarhul Mănăstirilor din Arhiepiscopia Timișoarei.

## Acces
DN59 Timișoara-Moravița, DN59B Deta-Banloc, DJ595B Banloc-Partoș.
Se află la 57 km de Timișoara și la 14 de Deta.